# Морчано-ди-Романья
Морчано-ди-Романья (итал. Morciano di Romagna) —  коммуна в Италии, располагается в области Эмилия-Романья, подчиняется административному центру Римини.
Население коммуны составляет 5988 человек, плотность населения составляет 1198 чел./км². Занимает площадь 5 км². Почтовый индекс — 47833. Телефонный код — 0541.
Покровителем населённого пункта считается Архангел Михаил. Праздник ежегодно празднуется 29 сентября.